# Nuphar japonicum
Nuphar japonicum är en näckrosväxtart som beskrevs av Dc. Nuphar japonicum ingår i släktet gula näckrosor, och familjen näckrosväxter. Inga underarter finns listade i Catalogue of Life.